# Rishirifuji
Rishirifuji (jap. 利尻富士町 Rishirifuji-chō) – miasto w Japonii, w prefekturze Hokkaido, w podprefekturze Sōya. Według danych na rok 2020 miejscowość zamieszkiwało 2 458 mieszkańców , a gęstość zaludnienia wyniosła 23,3 os./km².